# Alexandre Alexeieff
Alexandre Alexeieff, auch Alexei Alexeïeff, (russisch Александр Александрович Алексеев; * 18. April 1901 in Kasan, Russisches Kaiserreich; † 9. August 1982 in Paris) war ein französischer Pionier des Zeichentrickfilms.

## Leben
Alexeïeff verbrachte einen Großteil seiner Kindheit in Istanbul, wo sein Vater bis 1914 russischer Militärattaché war. Zur Zeit der Russischen Revolution war er Marinekadett. 1921 emigrierte er nach Paris und heiratete dort 1923 die Schauspielerin und Malerin Alexandra Grinevsky (1899–1976), mit der zusammen er neuartige graphische Techniken entwickelte, ebenso wie mit seiner späteren Frau, der US-amerikanischen Kunststudentin Claire Parker (1910–1981), innovative Formen des gezeichneten Films. Er arbeitete in Paris und Berlin, wo 1933 bei der Gasparcolor als erster seiner zahlreichen Filme Eine Nacht auf dem kahlen Berge nach der Musik von Mussorgski entstand.
Nach dem Zweiten Weltkrieg kehrte er nach Paris zurück, wo er einen bedeutenden künstlerischen Ruf erlangte und 1956 an den Filmfestspielen von Cannes teilnahm. Auch bemerkenswerte Werbefilme gehen auf ihn zurück (so für Renault, Esso und Brun).
Sein letzter Film, Trois thèmes, entstand 1980.

## Filmografie
- Eine Nacht auf dem Kahlen Berge/Une nuit sur le mont Chauve, 1933
- La belle au bois dormant, 1935
- Balatum, 1938
- Huilor, 1938
- Les oranges de Jaffa, 1938
- Chants populaires nº 5, 1944
- En passant, 1946
- Fumées, 1951
- Masques, 1952
- Nocturne, 1954
- La sève de la terre, 1955
- Cent pour cent, 1957
- Anonyme, 1958
- Divertissement, 1960
- Le Procès, 1962
- Le nez, 1963
- L’eau, 1966
- Tableaux d’une exhibition, 1972
- Trois thèmes, 1980